# Centre culturel Jacques Franck
Vous pouvez aider à l'améliorer ou bien discuter des problèmes sur sa page de discussion.
- Il ne cite pas suffisamment ses sources. Vous pouvez indiquer les passages à sourcer avec {{référence nécessaire}} ou {{Référence souhaitée}}, et inclure les références utiles en les liant aux notes de bas de page. (Marqué depuis avril 2024)
- Certaines informations devraient être mieux reliées aux sources mentionnées dans la bibliographie ou les liens externes. Améliorez sa vérifiabilité en les associant par des références. (Marqué depuis avril 2024)
- Il ne s’appuie pas, ou pas assez, sur des sources secondaires ou tertiaires. (Marqué depuis avril 2024)

- Archive Wikiwix
- Bing
- Cairn
- DuckDuckGo
- E. Universalis
- Gallica
- Google
- G. Books
- G. News
- G. Scholar
- Persée
- Qwant
- (zh) Baidu
- (ru) Yandex
- (wd) trouver des œuvres sur Wikidata

Le Centre culturel Jacques Franck est le centre culturel de la commune de Saint-Gilles (Bruxelles) et fait partie des centres culturels reconnus par la Communauté française de Belgique[réf. souhaitée].
Sa création remonte à l’année 1973 où il prend la relève du Théâtre du Parvis né trois ans plus tôt, sous la codirection de Marc Liebens, Jean Lefébure et Janine Patrick, dans les locaux d’un ancien cinéma de quartier. Le nouveau centre prend le nom du bourgmestre de l’époque, à l’initiative de sa conception[réf. souhaitée].

## Programmation et activités
- Le centre soutient, coproduit et programme des spectacles de théâtre et de danse contemporaine de jeunes compagnies.
- Les projets Murmuziek (ateliers de création sonore en milieu carcéral), Quel Cirque (initiation aux pratiques du cirque), Intersongs (chorales et chant).
- Le ciné-club le dimanche à 20h et une programmation pour le jeune public le dimanche à 15h.
- Expositions collectives ou individuelles d’artistes contemporains
- Organisation bisannuelles de « Parcours d’artistes » dans l’ensemble de la commune
- Théâtre jeune public à destination des écoles et des associations locales

## Infrastructure
- Le centre dispose de deux salles, l’une de 300 places équipée en éclairage et en son ainsi que pour le cinéma, l’autre, polyvalente, de 100 places.
- Un foyer-bar
- Un espace d’expositions constitué du hall d’entrée.
- Le jardin Hélène De Rudder attenant au bar du Jacques Franck et inauguré en avril 2023.